# North Logan
North Logan is een plaats (city) in de Amerikaanse staat Utah, en valt bestuurlijk gezien onder Cache County.

## Demografie
Bij de volkstelling in 2000 werd het aantal inwoners vastgesteld op 6163.
In 2006 is het aantal inwoners door het United States Census Bureau geschat op 7558, een stijging van 1395 (22,6%).

## Geografie
Volgens het United States Census Bureau beslaat de plaats een oppervlakte van
17,9 km², geheel bestaande uit land.

## Plaatsen in de nabije omgeving
De onderstaande figuur toont nabijgelegen plaatsen in een straal van 8 km rond North Logan.